# 五十嵐千尋
五十嵐 千尋（いがらし ちひろ、1995年5月24日 - ）は、神奈川県横浜市出身の競泳自由形及び個人メドレーの選手。身長170cm。リオデジャネイロ・東京オリンピック日本代表。

## 経歴
横浜市立嶮山小学校、横浜市立すすき野中学校、日大藤沢高校、日本体育大学卒。
水泳は3歳の時に始めた。週に10回ほど練習に取り組み、1回の練習で9km泳ぐこともあるという。横浜サクラSSに所属していたすすき野中学2年の時に出場したアジアエージグループ選手権の200m及び400m個人メドレーで優勝を飾った。
日大藤沢高校に進学すると、1年の時にはインターハイの400m個人メドレーで優勝すると、アジアエージグループ選手権では100m自由形で優勝した。2年の時には日本選手権の200m自由形で5位にとどまり、0秒27差でロンドンオリンピックのリレーメンバーから外れた。インターハイでは200m自由形で優勝した。アジア選手権の200m個人メドレーでは3位となった。日本短水路選手権では400m自由形を高校新記録で優勝した。3年の時には日本選手権の200m及び400m自由形で2冠を達成して世界選手権代表に選出された。続くジャパンオープンでも200m及び400m自由形で2冠を成し遂げた。しかし、世界選手権では200m自由形で1分59秒00の17位で予選落ちした。800mフリーリレーでは1泳で1分58秒41の高校新記録を更新するなどして8位となった。インターハイでは200m自由形で連覇すると、400m自由形でも優勝した。日本短水路選手権では200m自由形を高校新記録で制すると、400m自由形では日本新記録で優勝した。
2014年に日本体育大学に進学すると、1年の時には日本選手権の400m自由形で2連覇を飾った。ジャパンオープンでは昨年に続いて200m及び400m自由形で2冠を果たした。800mフリーリレーで2位となった。世界短水路選手権では400m自由形で4位、800mフリーリレーでは6位だった。2年の時には200m自由形で2年ぶりに優勝すると、400m自由形では3連覇を達成して世界選手権代表に選ばれた。世界選手権では200m自由形で1分57秒75の自己ベストを出して11位となった。400m個人メドレーでも自己ベストを出して16位になった。400m自由形では20位で予選落ちした。800メートルフリーリレーでは7位となり、2016年リオデジャネイロオリンピックの出場権を獲得した。インカレでは200m及び400m自由形で2冠を達成した。3年の時には日本選手権の400m自由形で4連覇を果たしたが、派遣標準記録を切れなかったためにこの種目でのオリンピック出場はならなかった。200m自由形では淑徳巣鴨高校1年の池江璃花子に続いて2位に入り、800メートルフリーリレーのオリンピック代表に選出された。この際に、「4年前は5位で五輪を逃した。今回は初めて出場できるので結果を出したい」と語った。8月のリオデジャネイロオリンピックでは200m及び400m自由形に出場するも予選落ちしたが、400mでは自己新記録となる4分7秒52を記録して12位となった。800mリレーでは8位だったが、第一泳者だった予選では1分57秒18を出して200m自由形の日本記録を樹立した。この年の世界短水路選手権では、400自由形で日本新記録を樹立し、銅メダルを獲得した。
2017年の日本選手権では400m自由形で5連覇を果たしたが、200m自由形では2位だった。世界選手権の混合400mリレーでは3分24秒78の日本記録で4位となった。800mフリーリレーでも7分50秒43の日本記録で5位に入った。
2020年東京オリンピックでは、競泳女子400mリレー予選に池江璃花子、酒井夏海、大本里佳と出場し、五十嵐は第1泳者でタイム54秒10で泳ぎ自己記録を更新したが、チームは決勝進出に0秒27届かなかった。また、競泳女子800mリレー予選には白井璃緒、池本凪沙、増田葵と出場したが全体の9位で予選通過はならなかった。競泳女子400mメドレーリレーには池江璃花子、渡部香生子、小西杏奈と出場して決勝に進出し記録3分58秒12で8位だった。
2023年10月30日、現役を引退することを発表した。

## 主な戦績
- 2009年 - アジアエージグループ選手権 200m自由形 3位 200m及び400m個人メドレー 優勝
- 2010年 - 日本選手権 400m個人メドレー 5位
- 2011年 - 国際大会代表選考会 200m個人メドレー 4位
- 2011年 - インターハイ 200m個人メドレー 2位 400m個人メドレー 優勝
- 2011年 - 国体 100m自由形 優勝 200m個人メドレー 2位
- 2011年 - アジアエージグループ選手権 100m自由形 優勝 200m個人メドレー 2位 400m個人メドレー 3位
- 2012年 - 日本選手権 200m自由形 5位
- 2012年 - インターハイ 200m自由形 優勝
- 2013年 - 日本短水路選手権 400m自由形 優勝（短水路日本新記録）
- 2013年 - 日本選手権 200m自由形 優勝 400m自由形 優勝
- 2013年 - ジャパンオープン 200m自由形 優勝 400m自由形 優勝
- 2013年 - 世界選手権 800mフリーリレー 8位
- 2013年 - インターハイ 200m自由形 優勝 400m自由形 優勝
- 2013年 - 国体 100m自由形 優勝 400m自由形 優勝
- 2014年 - 日本短水路選手権 200m自由形 優勝 400m自由形 優勝
- 2014年 - 日本選手権 400m自由形 優勝 800m自由形 2位
- 2014年 - ジャパンオープン 200m自由形 優勝 400m自由形 優勝
- 2014年 - パンパシフィック選手権 200m自由形 6位 800mフリーリレー 4位
- 2014年 - 世界短水路選手権 400m自由形 4位 800mフリーリレー 6位
- 2015年 - 日本選手権 200m自由形 優勝 400m自由形 優勝
- 2015年 - 世界選手権 800mフリーリレー 7位
- 2015年 - インカレ 200m自由形 優勝 400m自由形 優勝
- 2015年 - 国体 400m自由形 2位
- 2016年 - 日本選手権 200m自由形 2位 400m自由形 優勝
- 2016年 - ジャパンオープン 200m自由形 優勝
- 2016年 - リオデジャネイロオリンピック 800mリレー 8位（予選で第一泳者として200ｍ自由形の日本新記録樹立）
- 2016年 - 世界短水路選手権 400m自由形 3位（短水路日本新記録樹立）
- 2017年 - 日本選手権 100ｍ自由形 3位 200m自由形 2位 400m自由形 優勝
- 2017年 - 世界選手権 混合400mリレー4位 800mフリーリレー5位
- 2017年 - ユニバーシアード 400ｍメドレーリレー 1位、800mフリーリレー 3位
- 2017年 - ジャパンオープン 50自由形 2位 100ｍ自由形5位 200自由形2位 400ｍ自由形 優勝
- 2017年 - インカレ 200m自由形 優勝 100m自由形 優勝